# Cualquiera puede bailar
Cualquiera pude bailar fue un programa de televisión argentino emitido por KZO-Net TV y producido por Kuarzo Entertainment Argentina. Fue conducido por Laura Fidalgo.

## Sinopsis
El objetivo del ciclo, es buscar personas "no bailarines", donde se pueden presentar gente mayor de 16 años, de todo tipo de profesión, ya sea odontólogo, psicólogo,etc.
A lo largo de cada episodio, hay jurados rotativos

## Equipo

### Conductores
- 2017: Laura Fidalgo-Juan Marconi
- 2018: Laura Fidalgo

- Datos: Q48785149